# RTL Radio
RTL Radio je puni naziv radijske postaje u Hrvatskoj. Postaja je u cjelini suvremena, digitalizirana.

## Lokacija
RTL Radio nalazi se u Velikoj Gorici.

## Registracija i čujnost
Naziv radijske postaje RTL Radio  Arhivirana inačica izvorne stranice od 14. ožujka 2007. (Wayback Machine) registriran je pri Trgovačkom sudu Republike Hrvatske. 
Sama koncesija dodijeljena je poduzeću "Lekenik" d.o.o. 2000. godine, a dobivena frekvencija je 91.1 MHz.
Prvi dan emitiranja programa RTL Radija  Arhivirana inačica izvorne stranice od 14. ožujka 2007. (Wayback Machine) je 21. lipanj, 2000.
Područje čujnosti povećalo se dobivanjem druge frekvencije, 88.6 MHz i proteže se od Hrvatskog zagorja, Zagreba, Samobora, Sesveta, Ivanić-Grada, Velike Gorice, Siska, Petrinje, Gline, Topuskog, Popovače, Kutine, Novske. 
Obzirom na geografski položaj Lekenika radio-signal RTL Radija imitira se i van granica Sisačko-moslavačke županije.
2009. godine odlukom Vijeća za elektroničke medije slijedom raspisanog natječaja za produženje, ali i proširenje koncesijskog razdoblja od narednih 10 godina RTL Radio postaje regionalna radijska postaja te ukida frekvenciju 91,1 MHz. Uvedena je nova frekvencija - 104,9 MHz.

## Neovisnost
RTL Radio (Hrvatska) osnovan je, registriran i djeluje van RTL Grupe.

## Retrospekcija
RTL Radio započeo je svoj rad u Lekeniku, 21. lipnja 2000. godine u skromnim uvjetima i s tri voditelja; Valentina Blažinić, Krešo Komar i Ivica Perović.
2001. godine ekipi se pridružuju Marija Vlahovac, Nikolina Skrbin i Ognjen Brnjilović kao stalni djelatnici, te Davorka Podnar, Božidar Antolec kao vanjski suradnici.
2002. vanjskim suradnicima postaju i Darije Jančijev, Matea Brenčić, Renata Tunjić, Vlado Horina, Radmila Đuračić.
Program radija počeo se te godine emitirati 24 sata dnevno. 
Neki od navedenih osoba odlučili su napustiti RTL Radio, te ih 2003. godine zamjenjuju Ivana Rak i Ana Petrlin na radnim mjestima voditeljica radio-programa. 
2005. godine ekipi  Arhivirana inačica izvorne stranice od 8. listopada 2007. (Wayback Machine) se pridružuje Tatjana Puškarić kao stalna djelatnica, te Dalibor Kirin i Željko Krznarić kao vanjski suradnici. 2007. mijenja se vlasnička struktura tvrtke, tj. radijske postaje, radio mijenja i lokaciju. Marija Vlahovac zauzima mjesto glavne i odgovorne urednice.
2009. radio mijenja svoju veličinu i postaje regionalna radio-postaja. Ekipi se pridružuje Petra Rožić.
2010. godine RTL radio se iz Lekenika seli u Veliku Goricu, te mijenja naziv u City Radio. U isto vrijeme Vijeće za elektroničke medije zamjenjuje lokalnu koncesiju za regionalnu. 

## Nagrade
2005. godine RTL Radio nagrađen je kao najbolji radio u kategoriji lokalnih radijska postaja na Hrvatskom radijskom festivalu.